# The Losers
The Losers är en roman av David Eddings, utgiven 1992. Till skillnad från de böcker han blivit mest känd för hör den inte till fantasygenren.

## Handling
Raphael Taylor har allt - han ser bra ut, är intelligent och en begåvad amerikansk fotbollsspelare. När han börjar college delar han rum med Damon Flood som visar sig vara en mycket ondsint person. Han introducerar Raphael till ett liv med lyx, rikedom, alkohol och en mycket förförisk kvinna. Detta leder till att Raphael kör full en kväll och orsakar en olycka i vilken hans bil blir påkörd av ett tåg. Den enda som skadas är han själv, som förlorar ena benet och en stor del av bäckenbenet. Han får också diverse inre skador.
När Raphael kommer ut ur sjukhuset flyttar han till Spokane, Washingtons sämre kvarter och det är där som han upptäcker "the losers" (engelska: förlorarna). Han får även diverse problem med socialtjänsten som inte tycker han uppför sig som en handikappad borde göra och försöker få honom in i olika gruppaktiviteter. Dessutom dyker Damon Flood upp igen.